# 前530年代
| 千纪： | 前1千纪 |
| 世纪： | 前7世纪 \| 前6世纪 \| 前5世纪                                                                              |
| 年代： | 前560年代 \| 前550年代 \| 前540年代 \| 前530年代 \| 前520年代 \| 前510年代 \| 前500年代                    |
| 年份： | 前539年 \| 前538年 \| 前537年 \| 前536年 \| 前535年 \| 前534年 \| 前533年 \| 前532年 \| 前531年 \| 前530年 |

## 事件
- 前538年：波斯占领巴比伦。

## 出生
- 前536年：闵损
- 前535年：孙武于乐安，中国军事家
- 前534年：罗睺罗（释迦牟尼之子）
- 前532年：孔鲤（孔子之子）
- 前530年：哈尔摩狄奥斯和阿里斯托革顿、阿里斯提德

## 逝世
- 前539年：那波尼德
- 前537年：仲壬 (鲁国)、秦景公
- 前536年：杞文公、驷带
- 前535年：顏徵在、公孙段、单献公、季武子、罕魋
- 前531年：羊舌鮒、单成公
- 前530年：甘悼公、隱太子 (蔡國)